# Aby zarobić na życie
Aby zarobić na życie (org. Making a Living) – amerykański film niemy z 1914 roku, będący debiutem filmowym Charliego Chaplina. Reżyserem filmu był Henry Lehrman.
W filmie tym Chaplin nie wciela się jeszcze w charakterystyczną dla siebie postać "trampa" w meloniku. Gra ulicznego naciągacza, drobnego cwaniaczka w eleganckim ubraniu. I choć widać w nim pewne elementy talentu aktorskiego Chaplina, który posługuje się takimi środkami jak bogata mimika i charakterystyczny sposób chodzenia, to jednak ani aktor, ani producent, Mack Sennett nie byli z filmu zadowoleni. Sennet nazwał wręcz aktora śniętą rybą. Sam Chaplin uważał, że film był nieudany również dlatego, że reżyser wyciął z niego kilka jego gagów i niekorzystnie zmontował film.